# Hage Geingob
Hage Gottfried Geingob (Otjiwarongo, 3 agosto 1941 – Windhoek, 4 febbraio 2024) è stato un politico namibiano, Presidente della Namibia dal 2015 al 2024 e già due volte Primo ministro, rispettivamente, dal 1990 al 2002 e dal 2012 al 2015.

## Biografia

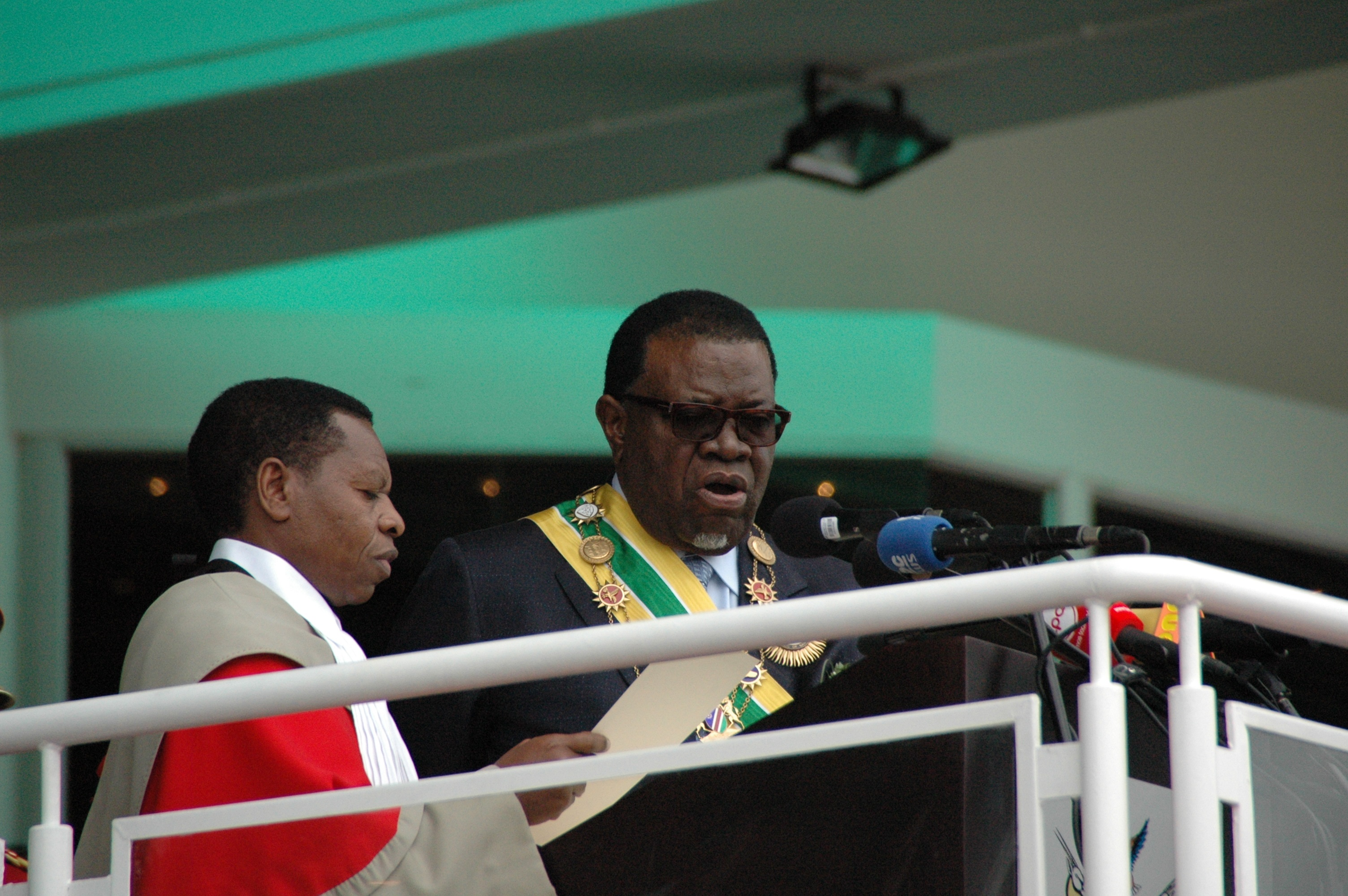
Giuramento del Presidente, il 21 marzo 2015.

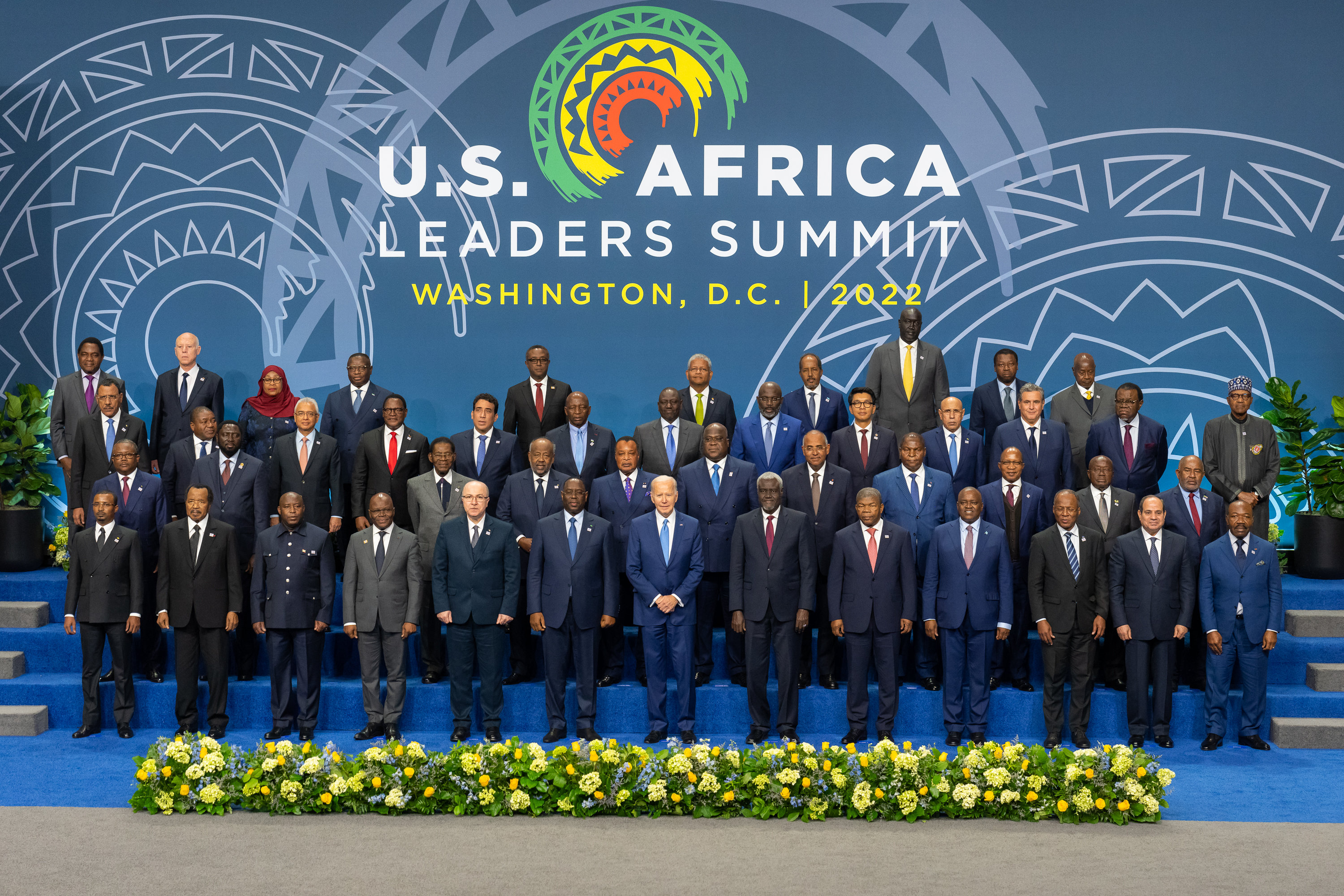
Il Presidente, insieme agli altri rappresentanti africani ed al Presidente degli Stati Uniti Joe Biden al “Summit Stati Uniti-Africa”, Washington - 15 dicembre 2022.

Primo ministro della Namibia in due occasioni (dal marzo 1990 all'agosto 2002 e dal dicembre 2012 al marzo 2015 sotto, rispettivamente, i Presidenti Sam Nujoma e Hifikepunye Pohamba), divenne Presidente della Namibia il 21 marzo 2015, dopo la vittoria alle elezioni presidenziali del 2014.
Di nuovo candidato alle elezioni presidenziali del 2019, Geingob venne rieletto con il 56,3% dei voti espressi, in calo rispetto all'86% ottenuto cinque anni prima. SWAPO ottenne così il 65% dei seggi nell'Assemblea nazionale non riuscendo, tuttavia, a raggiungere la maggioranza dei 2/3 come nella precedente legislatura.
Verso la fine del suo mandato, dopo aver annunciato l'8 gennaio 2024 la diagnosi di un tumore ed essersi recato per una serie di interventi e ricoveri in Tanzania e negli Stati Uniti, ritornò in patria il 30 gennaio, morendo successivamente in carica il 4 febbraio 2024 all'età di 82 anni, presso l'ospedale della capitale Windhoek. L'annuncio venne dato dal vicepresidente Nangolo Mbumba, il quale assunse, secondo la Costituzione della Namibia, le funzioni di Presidente ad interim.